# Planh
Planh (st. prow. planh z łac. planctus ’skarga, żal’) – staroprowansalski utwór opiewający zalety i zasługi zmarłego, odmiana planctusu.
Planh mógł również zawierać skargi innego rodzaju, jak osobiste nieszczęścia, klęski narodowe, niewola chrześcijańskich rycerzy, żal i zmartwienie po utracie czegoś. Niekiedy bywa uznawany za odmianę sirventes. Zachowało się około czterdziestu staroprowansalskich utworów tego rodzaju, z których najstarszy pochodzi z 1137.
Zwrotki planh zawierały od 5 do 10 wersów, zaś najczęściej używaną długością wersu był dziesięciozgłoskowiec. Planh mógł mieć różną długość – utwór opiewający zmarłego Roberta I Mądrego, króla Neapolu, liczył 29 zwrotek.